# 금당초등학교 (광주)
금당초등학교는 대한민국 광주광역시 서구 풍암동에 있는 공립 초등학교이다.

## 학교 연혁
- 2020. 03. 01 17학급(특수 2학급)
- 2020. 01. 10 제20회 졸업식(졸업생 90명, 학생 2,315명)
- 2019. 03. 01 21학급(특수 2학급)
- 2019. 01. 04 제19회 졸업식(졸업생 84명, 학생 2,225명)
- 2018. 03. 01 제7대 배순오 교장 부임
- 2010. 11. 15 급식실 증축
- 2010. 10. 04 돌봄교실 및 영어체험 교실 개소
- 2000. 03. 20 병설유치원 개원(1학급 편제)
- 2000. 03. 01 초대 조강백 교장 부임
- 2000. 03. 01 금당초등학교 개교(13학급 편제)
- 1999. 12. 10 금당초등학교 설립인가

## 참고 자료
- 금당초등학교 - 한국교육학술정보원 학교알리미